# Samtgemeinde Lengerich
Die Samtgemeinde Lengerich ist eine Samtgemeinde im Landkreis Emsland in Niedersachsen. Der Verwaltungssitz der Samtgemeinde ist in der Gemeinde Lengerich.

## Geografie

### Geografische Lage
Die Samtgemeinde Lengerich liegt im Osten des Landkreises etwa 16 km östlich der Ems.

### Nachbargemeinden
Im Norden grenzt die Samtgemeinde Lengerich an die Gemeinde Geeste, die Stadt Haselünne und an die Samtgemeinde Herzlake, im Osten an die Samtgemeinde Fürstenau im Landkreis Osnabrück, im Süden an die Samtgemeinde Freren und im Westen an die Stadt Lingen.

### Die Gemeinden
(Einwohner am 31. Dezember 2024)
|  | 1. Bawinkel (2630) 2. Gersten (1184) 3. Handrup (836) 4. Langen (1399) 5. Lengerich (2862) 6. Wettrup (533) |

## Politik

### Samtgemeinderat
Der Samtgemeinderat setzt sich aus 24 gewählten Mitglieder zusammen. Dies ist die festgelegte Anzahl für eine Samtgemeinde mit einer Einwohnerzahl zwischen 9.001 und 10.000 Einwohnern. Die Ratsmitglieder werden durch eine Kommunalwahl für jeweils fünf Jahre gewählt. Neben den 24 in der Samtgemeindewahl gewählten Mitgliedern ist außerdem der hauptamtliche Samtgemeindebürgermeister im Rat sitz- und stimmberechtigt.
Seit der Kommunalwahl am 12. September 2021 ist die Sitzverteilung wie folgt:
- CDU – 18 Sitze
- SPD – 3 Sitze
- FDP – 3 Sitze

### Bürgermeister
Bei der Wahl zum hauptamtlichen Samtgemeindebürgermeister am 10. September 2006 wurde Matthias Lühn (CDU) mit 68,3 % der Stimmen gewählt. Bei der letzten Bürgermeisterwahl am 12. September 2021 wurde er ohne Gegenkandidaten mit 88,9 % der Stimmen erneut wiedergewählt. Die Wahlbeteiligung lag bei 69,5 %.
- 1998–2006 Josef Liesen (CDU)[6]
- 1981–1996 Karl Böker (CDU)[7]
- 1974–1980 Jakob Jansen[8]

### Wappen
Das Wappen wurde am 14. Juli 1978 genehmigt.
Blasonierung: Im blauen Wappenschild liegen als Andreaskreuz zwei goldene Bischofsstäbe mit offener Schnecke nach außen. Eckfiguren sind zwei goldene griechische Kreuze (Prankenkreuz) an den Seiten, oben eine goldene Getreidegarbe und unten ein goldener Anker.
Die Abtstäbe sind dem Wappen der Abtei Werden entnommen. Die beiden Kreuze stehen für die beiden alten Pfarreien des Samtgemeindegebiets in Lengerich und Bawinkel. Die Garbe symbolisiert die im Samtgemeindegebiet vorherrschende Landwirtschaft, speziell den Getreideanbau. Der Anker bezieht sich auf die Zugehörigkeit der Samtgemeinde zum ehemaligen Landkreis Lingen und zur ehemaligen Niedergrafschaft Lingen, in deren beider Wappen er steht. Die Farben Blau-Gold sind die Wappenfarben des Landkreises Lingen und der Grafen von Tecklenburg-Lingen. Das Wappen wurde vom Heraldiker Ulf-Dietrich Korn aus Münster gestaltet.

## Kultur und Sehenswürdigkeiten

### Bauwerke
- Ramings Mühle, eine Wassermühle in Lengerich, die um 1550 erbaut wurde.
- Herz-Jesu Pfarr- und Klosterkirche Handrup
- Katholische St.-Alexander-Kirche in Bawinkel, die 1904 erbaut wurde.